# Breda Ba.64

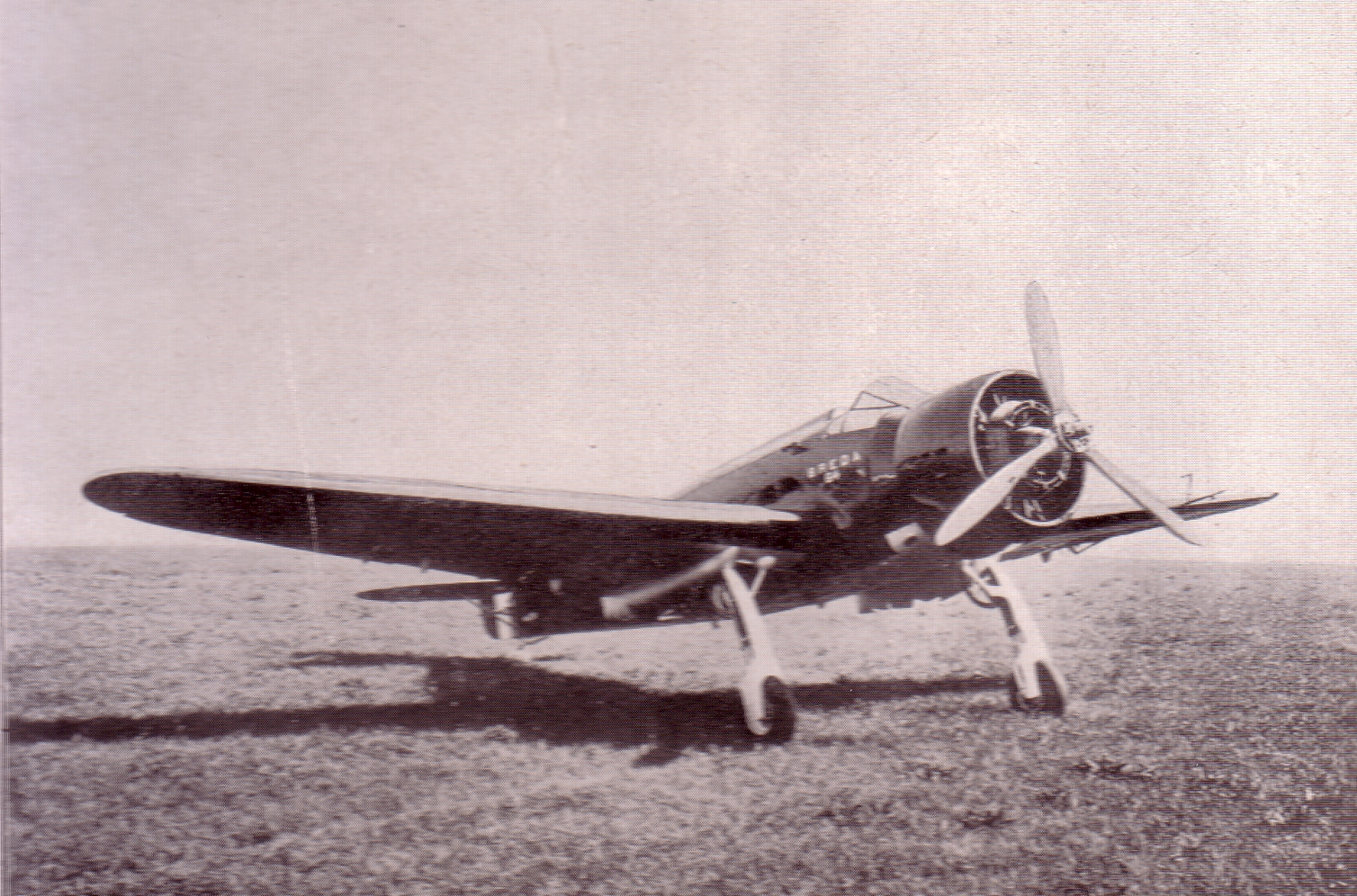
Il prototipo Ba.64 MM 250 ancora senza distintivi di riconoscimento.

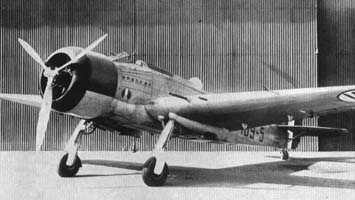
Breda Ba.64 con insegne della Regia Aeronautica.

Il Breda Ba.64 era un monoplano monomotore d'appoggio tattico ad ala bassa prodotto dall'azienda italiana Società Italiana Ernesto Breda dalla metà degli anni trenta.
Adottato dai reparti di Assalto della Regia Aeronautica, dove trovò un limitato uso, venne utilizzato principalmente come aereo da addestramento dall'aeronautica militare italiana del periodo venendo sostituito in prima linea dal suo successivo sviluppo, il Ba.65.

## Storia del progetto
Progettato nel 1933 dagli ingegneri Antonio Parano e Giuseppe Panzeri basandosi sull'esperienza del precedente monoplano da caccia Ba.27, il Ba.64 venne portato in volo per la prima volta nel 1934. Assieme al contemporaneo Caproni A.P.1, rappresentava il primo tentativo di metter in opera le teorie sull'aviazione d'assalto (o da attacco al suolo, o da appoggio ravvicinato secondo le definizioni entrate in uso successivamente) di cui fu principale sostenitore il colonnello Amedeo Mecozzi.
Il disegno era caratterizzato da una configurazione alare monoplana ad ala bassa a sbalzo di struttura interamente metallica, con motore radiale, inizialmente un Alfa Romeo Pegasus integrato da una corta cappottatura motore, ed un consistente armamento di 4 mitragliatrici alari ed una stiva bombe interna.
I primi due prototipi (matricole 249 e 250) si differenziavano per alcuni aspetti:
- MM 249: Biposto con carrello fisso
- MM 250: Monoposto con carrello semiretrattile in due gondole subalari

Nel 1935, il prototipo del derivato Breda Ba.65 era già alle fasi di collaudo in volo. Caratterizzato da dimensioni e pesi molto simili a quelli del Ba.64 ma notevolmente potenziato in armi, ora anche calibro 12,7 mm, e prestazioni, motore da 1.000 hp che gli permetteva di raggiungere una velocità di oltre 400 km/h, relegando il Ba.64 ad un ruolo secondario. Tuttavia nel 1936 venne avviata comunque la produzione di un piccolo lotto di Ba.64 di serie con motore Piaggio P.IX.
I 42 esemplari, realizzati come biposto con carrello semiretrattile, trovarono un limitato impiego in due stormi della Regia Aeronautica, il 5º Stormo ed il 50º Stormo d'Assalto, venendo utilizzati principalmente come soggetti per il materiale fotografico della propaganda. Nel 1939 vennero ritirati dal servizio attivo, e gli ultimi 4 esemplari sopravvissero fino all'aprile del 1943.

## Tecnica
Il Ba.64 era un velivolo dall'aspetto classico, monomotore e monoplano, con struttura a traliccio in tubi di acciaio saldati e rivestimento in lamiere di duralluminio. La fusoliera era caratterizzata da un abitacolo a due posti in tandem, l'anteriore per il pilota, il posteriore per l'osservatore e mitragliere, dotato di cappottina vetrata scorrevole e, posteriormente, di una mitragliatrice Breda-SAFAT da 7,7 mm brandeggiabile come arma di difesa. Posteriormente terminava in un impennaggio classico monoderiva con piani orizzontali controventati da piccoli montanti obliqui inferiori integrati superiormente da tiranti in fili d'acciaio.
L'ala, montata bassa ed a sbalzo, era anch'essa realizzata in tubi ricoperti di duralluminio tranne che per i bordi di uscita dell'ala rivestiti in tela. Il carrello d'atterraggio, un triciclo classico, aveva le gambe anteriori semiretrattili in gondole subalari ed era integrato posteriormente da un ruotino posteriore era fisso, soluzione che lasciava parzialmente scoperti gli pneumatici e che permetteva di non danneggiare il velivolo in caso di malfunzionamento in caso di atterraggio. Per la motorizzazione definitiva venne adottato un radiale Alfa Romeo 125 RC.35 a 9 cilindri capace di sviluppare 650 CV inserito in una cappottatura integrale diversamente dai prototipi.
L'armamento offensivo era affidato a 4 mitragliatrici Breda-SAFAT installate nelle ali, due da 7,7 mm e due da 12,7 mm, disponeva di un vano bombe interno capace di 400 kg e attacchi subalari che permettevano un ulteriore carico di 12 bombe da 12 kg l'una.

## Utilizzatori
Italia
- Regia Aeronautica
  - Aviazione Legionaria